# Heiðar Helguson
Heiðar Helguson (Akureyri - outras fontes citam Dalvík - , 22 de agosto de 1977) é um futebolista islandês, que defende o Queens Park Rangers (Q.P.R). Jogou também por Lillestrøm, Watford e Bolton Wanderers. Seu primeiro nome, Heiðar, é comumente anglicizado como Heidar. Atualmente Heidar é casado com a Ex Miss Mundo Unnur Birna Vilhjálmsdóttir.

## Títulos
Queens Park Rangers
- Football League Championship: 2010-11